# تولید در فضا

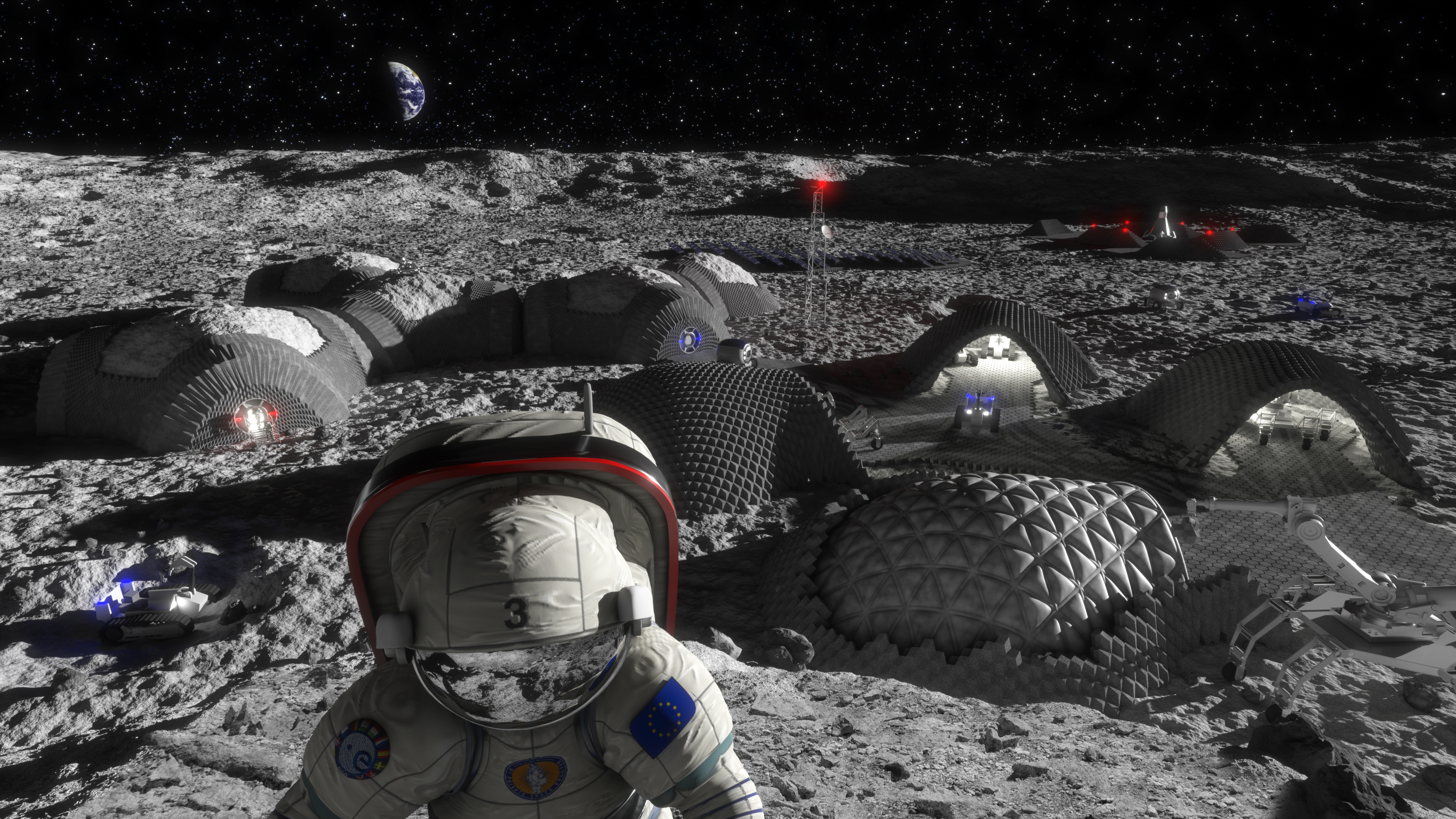
چشم‌اندازی از یک پایگاه ماه در آینده که می‌تواند با استفاده از چاپ سه بعدی تولید و نگهداری شود.

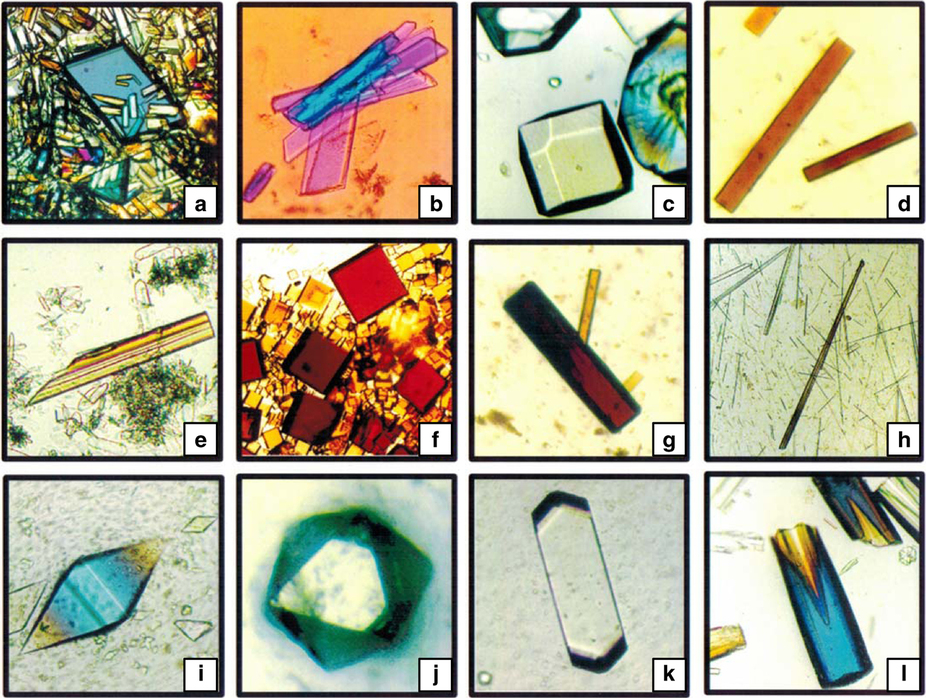
کریستال‌هایی که توسط دانشمندان آمریکایی در ایستگاه فضایی میر روسیه در سال ۱۹۹۵ رشد کردند: (الف) کانوالین لوزی، (ب) کراتین کیناز، (پ) لیزوزیم، (ت) کاتالاز گوشت گاو، (ث) آلفا آمیلاز خوک، (ج) کاتالاز قارچی، (چ) میگلوبین، (ح) کانکاناوالین B، (خ) تاوماتین، (د) آپو فریتین، (ذ) ویروس موزاییت توتون ماهواره ای (ر) کاناوالین شش ضلعی.

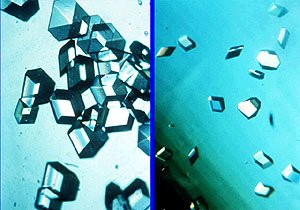
مقایسه رشد کریستال‌های انسولین در فضای بیرونی (چپ) و روی زمین (راست).

تولید در فضا (ISM) شامل مجموعه ای جامع از فرایندها با هدف تولید کالاهای ساخته شده در محیط فضایی است. با توجه به اینکه قابلیت‌های تولید فعلی محدود به مدار پایین زمین است، ISM اغلب به جای واژه تولید در مدار استفاده می‌شود.
دلایلی برای حمایت از ساخت و تولید در فضا:
- محیط فضا، به ویژه اثرات ریزگرانش و خلاء، امکان تحقیق و تولید کالاهایی را فراهم می‌کند که در غیر این صورت روی زمین ساخته نمی‌شدند.
- استخراج و فرآوری مواد خام از سایر اجرام آسمانی که به آن استفاده از منابع محلی (ISRU) نیز گفته می‌شود، می‌تواند مأموریت‌های اکتشاف فضایی پایدارتری را با هزینه کمتر در مقایسه با پرتاب تمام منابع مورد نیاز از زمین امکان‌پذیر کند.
- مواد خام را می‌توان به مدار پایین زمین منتقل کرد تا در آنجا به کالاهایی تبدیل شوند که در نهایت به زمین ارسال شوند. جایگزینی این تولیدات در زمین، با هدف حفظ زمین انجام می‌شود.
- مواد خام با ارزش بسیار بالا، مانند طلا، نقره یا پلاتین، می‌توانند برای فرآوری یا انتقال به زمین، به مدار پایین زمین منتقل شوند که تصور می‌شود از نظر اقتصادی دارای پتانسیل مناسبی هستند.

## تاریخچه
در سال ۱۹۶۹ در طی مأموریت سایوز ۶، فضانوردان روسی اولین آزمایشات جوشکاری را در فضا انجام دادند. سه فرایند مختلف جوشکاری با استفاده از یک واحد سخت‌افزاری به نام Vulkan مورد آزمایش قرار گرفت. این آزمایش‌ها شامل جوشکاری آلومینیوم، تیتانیوم و فولاد ضدزنگ بود.
فضاپیمای اسکای‌لب که در می ۱۹۷۳ به فضا پرتاب شد، به عنوان آزمایشگاهی برای انجام آزمایش‌های مختلف ساخت و تولید در فضا عمل کرد. این ایستگاه مجهز به یک مرکز فراوری مواد بود که شامل یک کوره الکتریکی چند منظوره، یک محفظه رشد کریستال و یک تفنگ پرتو الکترونی بود. از جمله آزمایش‌هایی که باید انجام می‌شد، تحقیق در مورد فرآوری فلز مذاب، عکاسی از رفتار مواد مشتعل در گرانش صفر، رشد کریستال، فراوری آلیاژهای غیرقابل اختلاط، لحیم کاری لوله‌های فولادی ضدزنگ، جوشکاری با پرتو الکترونی و تشکیل کره از فلز مذاب بود. خدمه در طول این مأموریت در مجموع ۳۲ ساعت روی علم مواد و تحقیقات تولید در فضا زمان صرف کردند.
در سال ۱۹۸۳ با استفاده از آزمایشگاه فضایی، تحقیقات میکروگرانشی درمورد فرآوردی مواد ادامه یافت. تا سال ۲۰۰۲ این ماژول ۲۶ بار توسط شاتل فضایی در مدار قرار گرفته‌است. در این فرایند شاتل به عنوان یک سکوی تحقیقاتی موقت و کوتاه مدت قبل از تکمیل ایستگاه فضایی بین‌المللی عمل می‌کرد.

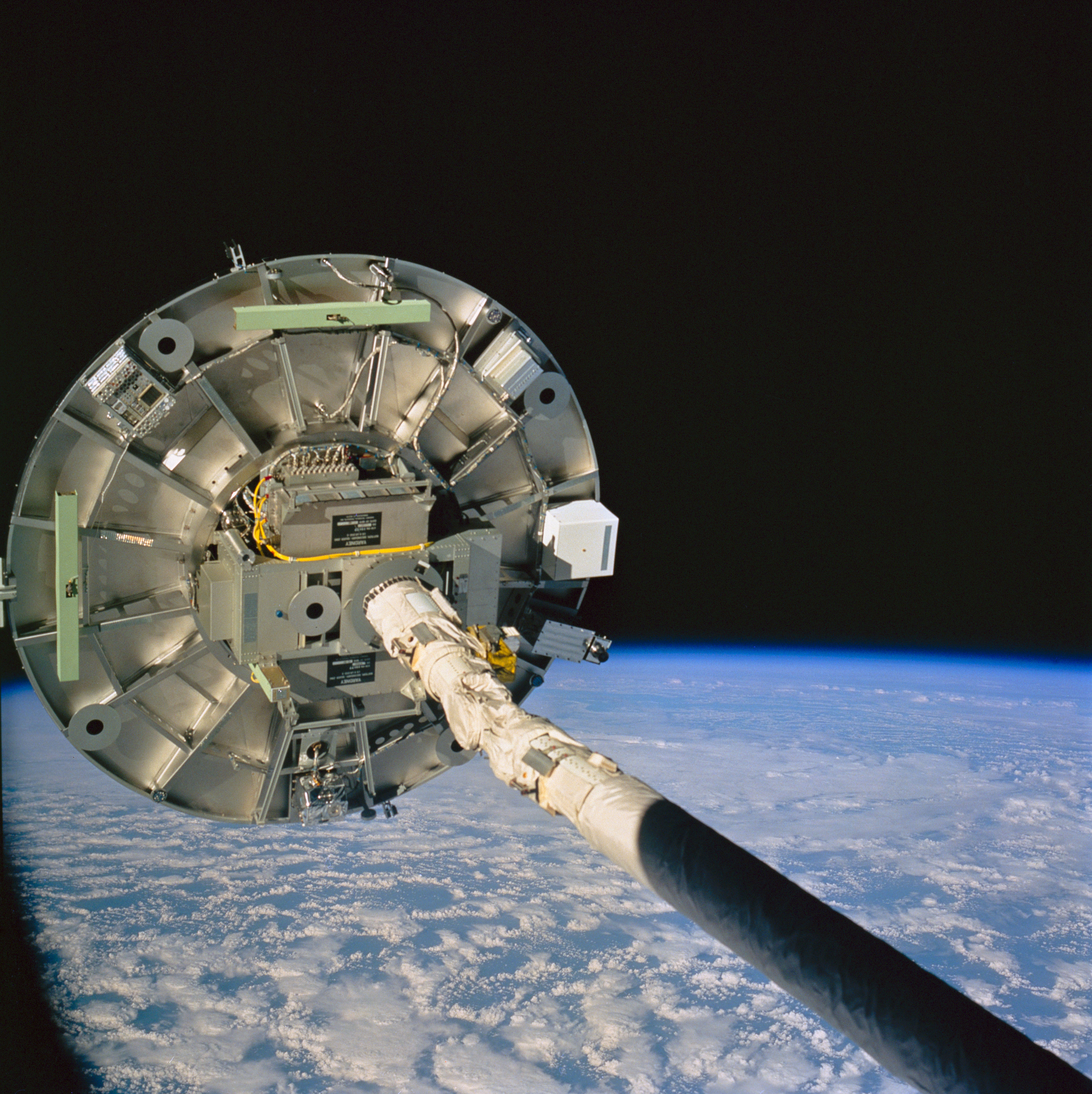
تأسیسات Wake Shield توسط بازوی روباتیک شاتل فضایی مستقر شده‌است. تصویر ناسا

تأسیسات Wake shield در فوریه ۱۹۹۴ و سپتامبر ۱۹۹۵، توسط شاتل فضایی به مدار منتقل شد. این پلت فرم نمایشی برای تولید لایه‌های نازک گالیم آرسنید و گالیم آرسنید آلومینیوم، از خلاء ایجاد شده در مسیر مداری استفاده کرد.
در ۳۱ می ۲۰۰۵، آزمایشگاه بدون سرنشین Foton-M2 که قابلیت بازیابی داشت به مدار پرتاب شد. از جمله آزمایش‌های انجام شده می‌توان به رشد کریستال و رفتار فلز مذاب در بی‌وزنی اشاره کرد.
تکمیل ایستگاه فضایی بین‌المللی امکانات گسترده و پیشرفته ای را برای انجام تحقیقات صنعتی فراهم کرده‌است. این امر منجر به پیشرفت ما در زمینه علم مواد، تکنیک‌های جدید تولید بر روی زمین و برخی اکتشافات مهم درمورد روش‌های تولید در فضا شده‌است.
آزمایشگاه علم مواد در کلمبوس (آزمایشگاه فضایی) یک مرکز علمی است که می‌تواند برای مطالعه خواص ذوب و انجماد مواد مختلف مورد استفاده قرار گیرد. همچنین آزمایشگاه علوم سیالات(FSL) برای مطالعه رفتار مایعات در ریزگرانش استفاده می‌شود.

## خواص مواد در محیط فضا
بین خواص مواد در فضا در مقایسه با موارد مشابه روی زمین تفاوت‌های منحصر به فردی وجود دارد. از این تفاوت‌ها می‌توان برای دستیابی به تکنیک‌های خاص یا بهبود یافته تولید استفاده کرد.
- محیط ریزگرانشی امکان کنترل همرفت در مایعات یا گازها و حذف رسوب را فراهم می‌کند. انتشار به عامل اصلی مخلوط شدن مواد تبدیل می‌شود و به مواد غیرقابل اختلاط اجازه می‌دهد تا با هم مخلوط شوند. این محیط اجازه رشد بیشتر کریستال‌های بزرگ و با کیفیت تر در محلول را می‌دهد.
- خلاء فوق تمیز فضا امکان ایجاد مواد و اشیاء بسیار خالص را فراهم می‌کند. استفاده از رسوب بخار می‌تواند برای ساختن مواد لایه به لایه و بدون عیب استفاده شود.
- کشش سطحی باعث می‌شود که مایعات در گرانش بسیار کم، کره‌های کاملاً گردی تشکیل دهند. این ویژگی می‌تواند هنگام تلاش برای پمپاژ مایعات از طریق یک مجرا مشکلاتی ایجاد کند، اما زمانی که کره‌های کامل با اندازه ثابت برای یک کاربرد خاص مورد نیاز است بسیار مفید است.
- فضا می‌تواند گرما و سرما را به راحتی در دسترس قرار دهد. با متمرکز کردن نور خورشید می‌توان حرارت کافی برای ذوب مواد را فراهم کرد، همچنین زمانی که اشیا که در سایه دائمی قرار می‌گیرند، دمای آنها نزدیک به صفر مطلق می‌شود. از افت دما می‌توان مواد شیشه ای قوی تولید کرد.

## فرآوری مواد
برای اکثر کاربردهای تولیدی، شرایط مواد خاص باید برآورده شود. از این شرایط می‌توان به تصفیه کانه‌های معدنی برای استخراج فلزات خاص و خالص کردن ترکیبات آلی فرار اشاره کرد. در حالت ایده‌آل، این مواد خام به روشی مقرون به صرفه به محل فرآوری تحویل داده می‌شوند، به طوری که مدت زمان فرایند، هزینه انرژی پیشرانش فضایی و هزینه‌های استخراج در برنامه‌ریزی لحاظ می‌شوند. مواد معدنی را می‌توان از سیارک‌ها، سطح ماه یا یک جسم سیاره ای به دست آورد. مواد فرار را می‌توان از یک ستاره دنباله‌دار، کندریت کربنی یا سیارک‌های «C-Type» یا قمرهای مریخ و دیگر سیارات به‌دست‌آورد. همچنین ممکن است استخراج هیدروژن به شکل یخ آب یا مواد معدنی هیدراته از تله‌های سرد در قطب‌های ماه امکان‌پذیر باشد.
اگر مکان‌های پردازش و تولید مواد در کنار تأسیسات استخراج منابع قرار بگیرند، مواد خام باید به منظومه شمسی منتقل شوند. چندین روش برای تأمین نیروی محرکه برای این ماده وجود دارد، در این میان می‌توان به بادبان‌های خورشیدی، بادبان‌های الکتریکی، بادبان‌های مغناطیسی، رانشگرهای یونی الکترونی یامحرک‌های جرمیاشاره کرد.
در تأسیسات فرآوری مواد، باید از طریق روش‌هایی مواد ورودی را جذب کرد. موشک‌هایی که به بار متصل هستند می‌توانند محتویات را در یک مدار مشابه قرار دهند. از طرف دیگر، اگر بار در یک سرعت پایین‌تر نسبت به مقصد حرکت کند، می‌توان آن را با استفاده از یک جرم گیر جمع‌آوری کرد. این کار شامل یک شبکه بزرگ و انعطاف‌پذیر است که تکانه جرم را به تأسیسات بزرگ‌تر منتقل می‌کند. پس از اینکه مواد در جای خود قرار گرفتند، می‌توان آن‌ها را با وسایل مکانیکی یا رانشگرهای کوچک جابجا کرد.
مواد را می‌توان به صورت خام در فرایند ساخت استفاده کرد، همچنین با فرآوری آن‌ها می‌توان عنصرهای تشکیل دهنده شان را استخراج کرد. از تکنیک‌های فرآوری مواد می‌توان به روش‌های مختلف شیمیایی، حرارتی، الکترولیتی و مغناطیسی اشاره کرد. در کوتاه مدت می‌توان از روش‌های نسبتاً ساده ای برای استخراج آلومینیوم، آهن، اکسیژن و سیلیکون از منابع قمری و سیارکی استفاده کرد. برخی عناصر که امکانات فرآوری پیشرفته تر نیاز دارند، باید منتظر بمانند تا زیرساخت‌های تولید فضایی به‌طور کامل توسعه یابد.

## ساخت
به دلیل محدودیت‌هایی که سرعت نور در ایجاد ارتباط ایجاد می‌کند، تولید در فضا در مکان‌های دور که دسترسی به منابع دشوار است، به رباتیک کاملاً مستقل یا به یک خدمه انسانی با تمام امکانات زندگی و ایمنی همراه نیاز دارد. اما، اگر این نیروگاه در مداری به دور زمین یا در نزدیکی یک زیستگاه فضایی سرنشین دار قرار گیرد، می‌توان از دستگاه‌های تله رباتیک برای انجام برخی کارها که به هوش و انعطاف انسان نیاز دارد استفاده کرد.
انرژی خورشیدی یک منبع انرژی در دسترس برای فرایندهای حرارتی فراهم می‌کند. با استفاده از گرمای انرژی خورشید، می‌توان موادی را ذوب کرد و از حرارت آن‌ها برای ساخت سازه‌های پایدار استفاده کرد. خاک انبوه از ماه یا سیارک‌ها میزان آب بسیار کمی دارد، لذا با ذوب کردن آن‌ها می‌توان مواد شیشه ای بسیار مقاوم تولید کرد. برای ساخت محل‌هایی برای سکونت روی ماه یا سایر سیاره‌ها می‌توان از این جامدات شیشه ای مقاوم استفاده کرد. انرژی خورشیدی را با استفاده از مجموعه ای از آینه‌های قابل هدایت می‌توان در مکان مورد نیاز متمرکز کرد.
یکی از عوامل اصلی که فلزات نقش پر رنگی در تولید در فضا ایفا می‌کنند دردسترس بودن و خواص فیزیکی مطلوب آن‌ها است. بسیاری از روش‌های جابجایی فلزات در زمین را می‌توان برای تولید در فضا نیز به کار برد. تعداد کمی از این روش‌ها به دلیل محیط ریزگرانشی نیاز به تغییرات قابل توجهی دارند.
تولید فولاد سخت شده در فضا عوامل جدیدی را معرفی خواهد کرد. کربن فقط به نسبت کوچکی در مواد سطح ماه ظاهر می‌شود و باید از جاهای دیگر کربن مورد نیاز تأمین شود. مواد زائد حمل شده توسط انسان از زمین یکی از منابع احتمالی برای تأمین کربن است. برای خاموش کردن و پایین آوردن دمای فولاد آب به اندازه کافی در دسترس نیست لذا به همزنی قوی احتیاج دارد.
در گرانش کم ریخته‌گری فولاد یک فرایند دشوار است که به فرآیندهای حرارتی و تزریق ویژه یا شکل‌دهی چرخشی نیاز دارد. گرمایش را می‌توان با استفاده از نور خورشید همراه با بخاری‌های الکتریکی تأمین کرد. برای جلوگیری از ایجاد حفره‌ها در هنگام سرد شدن و جمع شدن فولاد باید فرایند ریخته‌گری را مدیریت کرد.

## چاپ سه بعدی در فضا
چاپ سه‌بعدی در فضا دارای مزایای بسیاری نسبت به تولید در زمین است. با فناوری‌های چاپ سه‌بعدی، دیگر نیاز به ارسال ابزار و تجهیزات از زمین به فضا نیست، فضانوردان این امکان را دارند که مستقیماً ابزار تجهیزات مورد نیاز خود را بسازند. چاپ سه‌بعدی
چاپ گرهای سه‌بعدی برای تولید در فضا که در سال ۲۰۱۴ در ایستگاه فضایی بین‌المللی راه اندازی شدند، به‌طور خاص برای کار در محیط‌هایی با گرانش صفر یا بسیار کم طراحی شده‌اند. از مزایای چاپ سه بعدی در فضا می‌توان به سفارشی‌سازی آسان، حداقل ضایعات مواد خام، قطعات بهینه‌شده، زمان تولید سریع‌تر، الکترونیک یکپارچه، تعامل انسانی محدود و گزینه‌ای برای اصلاح فرایند چاپ اشاره کرد.
علاوه بر این چاپ سه بعدی در فضا می‌تواند در چاپ وعده‌های غذایی نقش ایفا کند. فناوری برنامه غذایی پیشرفته ناسا هم‌اکنون در حال بررسی شرایط و امکان چاپ مواد غذایی به منظور بهبود کیفیت غذا، محتوای مواد مغذی و تنوع است.

## محصولات
گمان می‌شود محصولاتی مفید وجود دارد که می‌توان آن‌ها را در فضا تولید کرد و به منفعت اقتصادی رسید. برای تعیین بهترین کالاها برای تولید و یافتن روش‌های تولید کارآمد باید تحقیق و بررسی صورت بگیرد. محصولات زیر کاندیدای اولیه احتمالی در نظر گرفته می‌شوند:
- رشد کریستال‌های پروتئین
- ویفرهای نیمه هادی بهبود یافته
- میکرو کپسوله سازی

با توسعه زیرساخت‌ها و کاهش هزینه‌های مونتاژ، بخشی از ظرفیت تولید را می‌توان به سمت توسعه تأسیسات گسترده در فضا، از جمله کارخانه‌های تولیدی در مقیاس بزرگ‌تر هدایت کرد. این کارخانه‌های تولیدی در فضا به استفاده از برخی مواد موجود روی ماه و دیگر سیارک‌ها احتیاج دارند، بنابراین توسعه پایگاه‌های معدنی نیز اهمیت دارد و دنبال می‌شود.
سنگ محصولی ساده است و یکی از حداقلی‌ترین کاربردهای آن محافظت در برابر تشعشعات است، همچنین یکی دیگر از کاربردهای آن استخراج عناصر حاصل از فرآوری آن برای کاربردهای گوناگون است.
سرامیک‌هایی که از خاک ماه یا سیارک‌ها ساخته می‌شوند را می‌توان برای اهداف مختلفی در زمینه ساخت و تولید به کار گرفت. این کاربردها شامل عایق‌های مختلف حرارتی و الکتریکی، مانند سپرهای حرارتی برای محموله‌هایی است که به سطح زمین ارسال می‌شوند.
از فلزات برای مونتاژ انواع محصولات مفید، از جمله ظروف مهر و موم شده (مانند مخازن و لوله‌ها)، آینه برای متمرکز کردن نور خورشید و رادیاتورهای حرارتی استفاده می‌شود. به‌کارگیری فلزات در دستگاه‌های الکتریکی نیاز به عایق بندی شدن سیم‌ها ی الکتریکی دستگاه را دارد؛ بنابراین یک ماده عایق انعطاف‌پذیر مانند پلاستیک یا فایبرگلاس مورد نیاز است.
پنل‌های خورشیدی که از محصولات قابل توجه تولید در فضا می‌تواند باشد. در فضا می‌توان آرایه‌های انرژی خورشیدی گسترده را ساخت و مونتاژ کرد. با توجه به اینکه سازه این پنل‌های خورشیدی احتیاجی به تحمل نیروهایی که روی زمین به آن وارد می‌شود ندارد، آرایه‌هایی عظیم از پنل‌های خورشیدی را می‌توان از مقادیر نسبتاً کم تری از مواد ایجاد کرد. سپس انرژی تولید شده می‌تواند برای تأمین انرژی تأسیسات تولیدی، سکونت گاه‌های فضایی، فضاپیماها و پایگاه‌های ماه مورد استفاده قرار گیرد و حتی می‌تواند با امواج مایکروویو به جمع‌کننده‌های روی زمین ارسال شود.
از دیگر امکانات تولید در فضا می‌توان به پیشرانه‌ها و برخی قطعات تعمیری برای فضاپیماها و محل سکونت در فضا و همچنین کارخانه‌های بزرگتر اشاره کرد. در نهایت، تأسیسات تولید فضا به‌طور فرضی می‌توانند تقریباً خودکفا شوند و تنها به واردات حداقلی از زمین نیاز دارند. محیط ریزگرانشی امکان‌های جدیدی را در ساخت و ساز در مقیاس عظیم، از جمله مهندسی در مقیاس بزرگ، فراهم می‌کند. این پروژه‌های آینده ممکن است به‌طور بالقوه آسانسورهای فضایی، مزارع عظیم آرایه خورشیدی، فضاپیماهای با ظرفیت بسیار بالا و زیستگاه‌های چرخشی را که قادر به حفظ جمعیت ده‌ها هزار نفر در شرایط مشابه زمین هستند، جمع‌آوری کند.

## چالش‌ها
با این فرض که بتوان بر موانع ساخت و تولید در فضا غلبه کرد انتظار می‌رود تولید انواع محصولات در فضا مفید باشد. مهم‌ترین هزینه، غلبه بر موانع انرژی برای تقویت مواد در مدار است. هنگامی که این مانع در هزینه هر کیلوگرم به‌طور قابل توجهی کاهش یابد، هزینه ورود به تولید در فضا کاهش یافته و این امر می‌تواند آن را برای کارآفرینان بسیار جذاب تر کند. پس از پرداخت هزینه‌های سنگین مونتاژ تأسیسات معدن و تولیدی، تولید باید از نظر اقتصادی سودآور باشد تا بتواند خودکفا شود و برای جامعه مفید باشد
برای بهره‌وری اقتصادی از ساخت و تولید در فضا، مواد اولیه مورد نیاز باید با حداقل هزینه انرژی تأمین شود. هزینه حمل و نقل فضایی با تغییر در سرعت مورد نیاز برای حرکت از سایت‌های معدن به کارخانه‌های تولیدی ارتباط دارد. آوردن مواد به مدار زمین از اجسامی مانند سیارک‌های نزدیک به زمین، فوبوس، دیموس یا سطح ماه به زمان بسیار کمتری نسبت به پرتاب از خود زمین، با وجود فواصل بیشتر، نیاز دارد. این امر باعث می‌شود این مکان‌ها از نظر اقتصادی به عنوان منابع مواد اولیه جذاب باشند.